# Scharinska villan
Scharinska villan is een gebouw in Storgatan, gelokaliseerd naast Döbelns park in Umeå in de provincie Västerbottens län in Zweden.

## Geschiedenis
Het gebouw werd gebouwd in 1904-1905 door de architect Ragnar Östberg in opdracht van de familie Egil Unander-Scharin. In de jaren 1950 was de familiale zaak AB Scharins Söner er gevestigd.
In 1959 werd het gebouw verkocht aan de gemeente Umeå waarna het een studentenhuis werd. De villa werd beschermd als nationaal monument (Byggnadsminne) in 1981.
Van 2006 tot 2013 werd het gebouw gebruikt als rockclub. De buitenkant van het gebouw werd gerenoveerd in 2014.

## Architectuur
Het gebouw telt drie verdiepingen. Binnen zijn de wanden van de kamers voorzien van houten lambrisering en een van de kamers bevat een mozaïek.
De villa is gebouwd in victoriaanse stijl en heeft een roze kleur. Dit smeedijzeren balkons zijn gebouwd in de rococostijl. Het snijwerk van de houten voordeur vertoont gebladerte en engelenhoofden. Bij de villa hoort een apart gebouwd huis van de tuinman, in een soortgelijke stijl als het hoofdgebouw.

## Fotogalerij

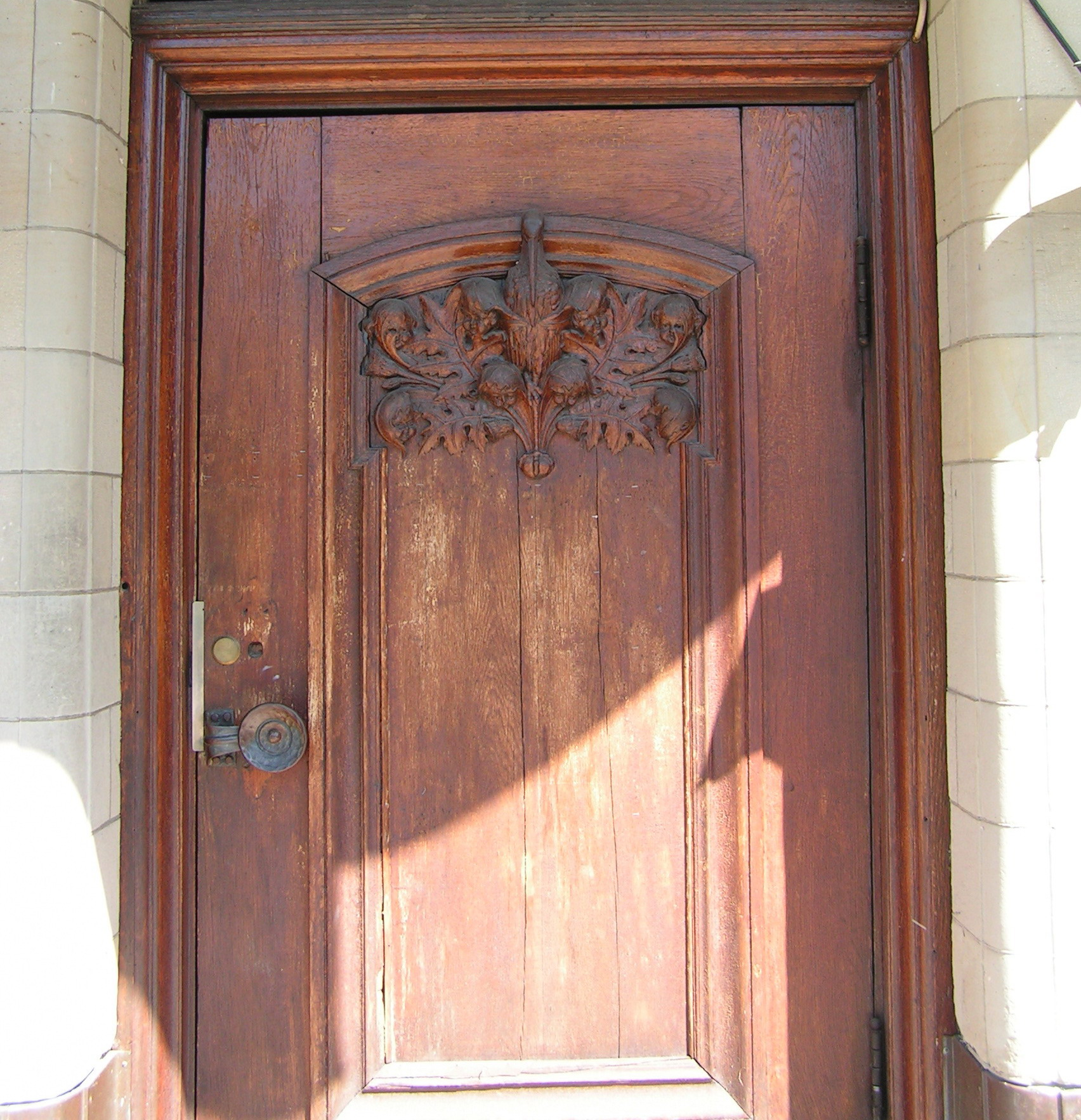
De voordeur
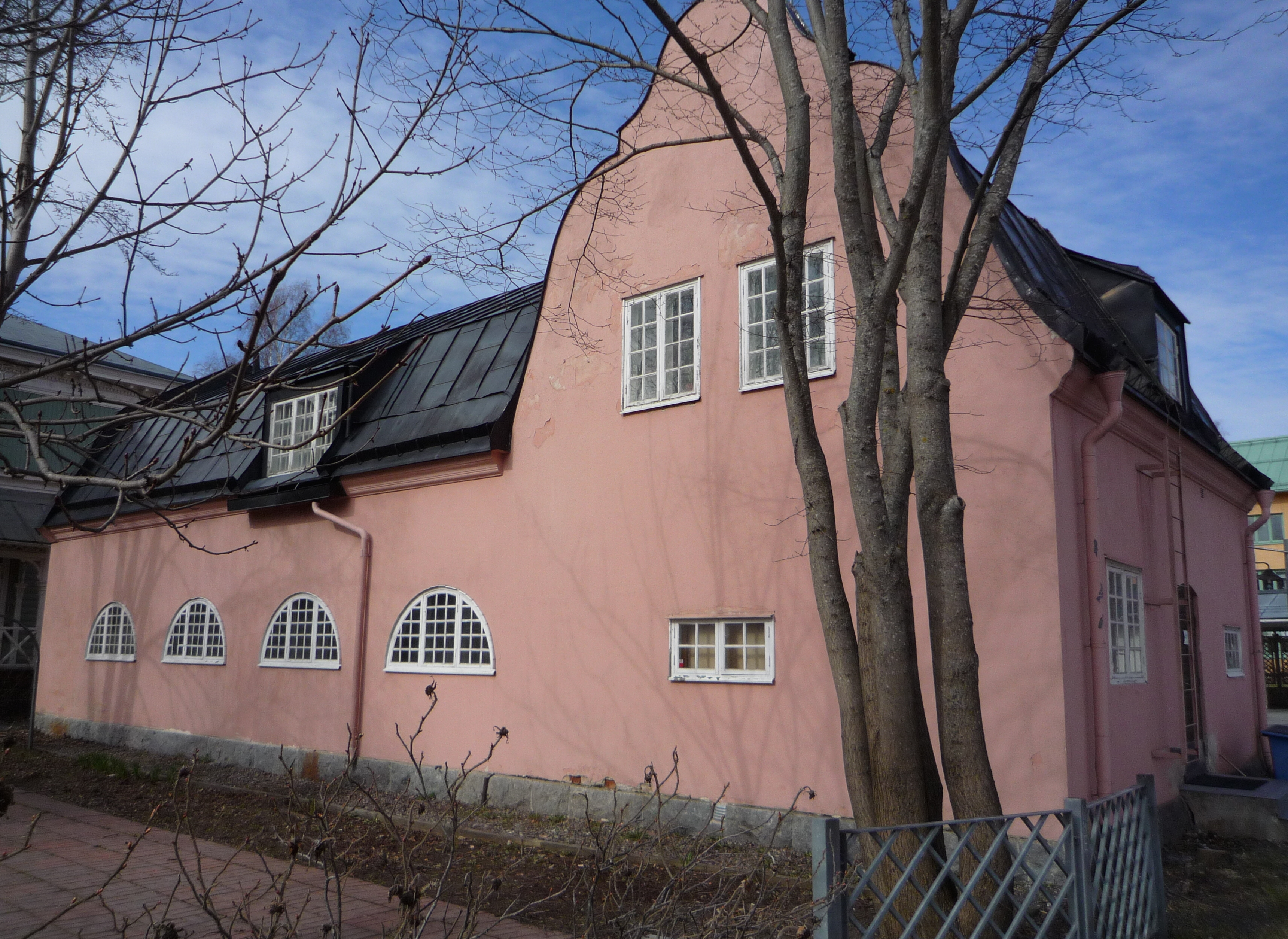
Het huis van de tuinman
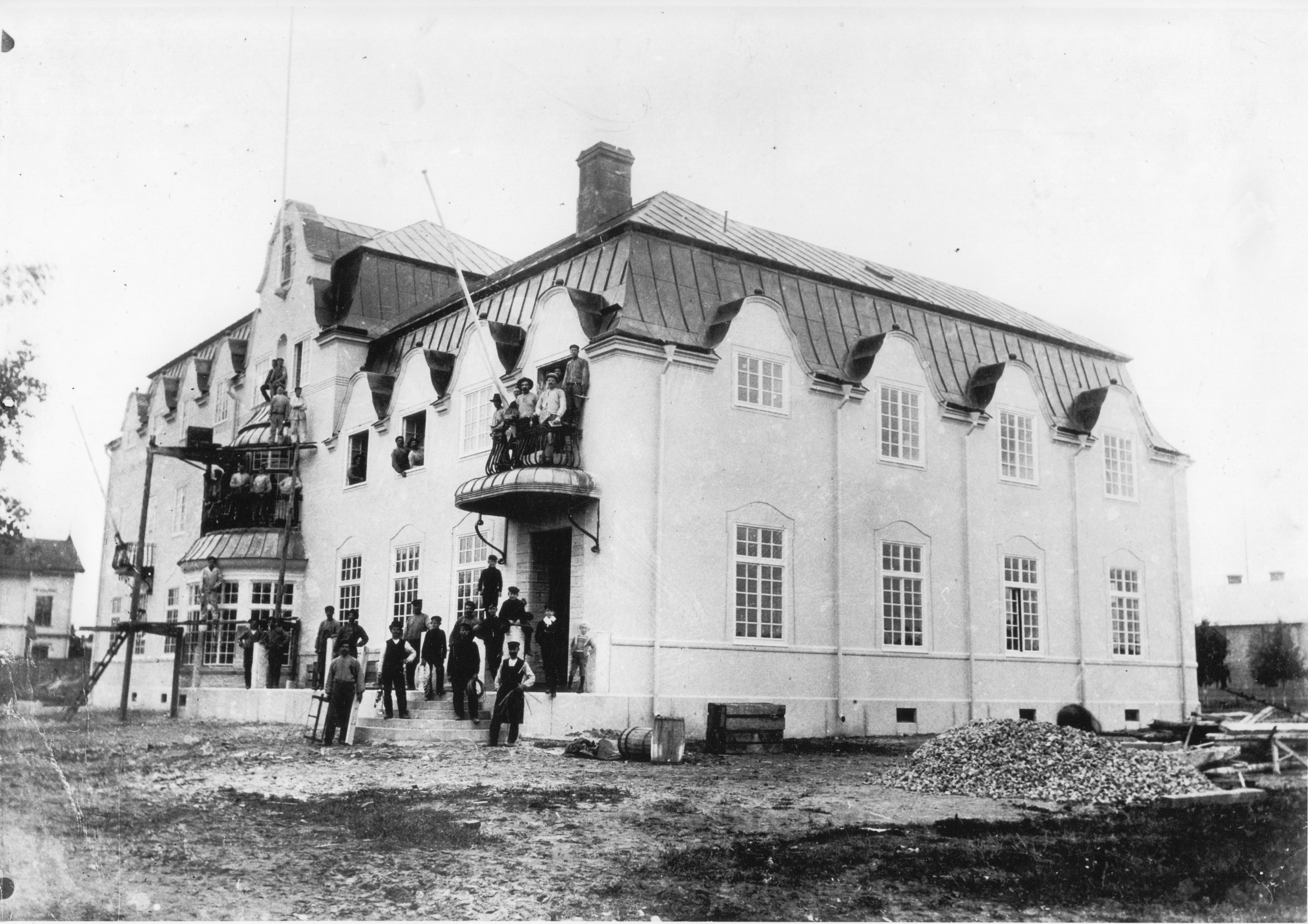
De villa tijdens de bouw in 1905.